# École Changdok
L’école Changdok est une des principales écoles secondaires nord-coréennes, située rue Kwangbok à Pyongyang. Elle accueille les élèves âgés de 11 à 17 ans.

## Historique
L’école Changdok a été fondée en avril 1907 par des habitants de Chilgol, dont Kang Ton-uk, grand-père maternel du président nord-coréen Kim Il-sung, qui y a été étudié de 1923 à 1925. École coréenne, elle a symbolisé la résistance nationale à l’occupation japonaise.
La femme d’affaires coréenne Paek Son-haeng a fait une importante donation à l’école Changdok en 1924.
Le centenaire de l’école a été célébré en avril 2007.

## Bâtiments et équipement
Formée de trois bâtiments, l’école couvre un espace au sol de 35 000 m2. Une statue en bronze du président Kim Il-sung rappelle qu’il y a étudié enfant.
L’école comprend un ensemble d’équipements modernes, notamment une librairie électronique, un auditorium, ainsi qu’une piscine et un stade.

## Enseignement
Les élèves de l’école Changdok se destinent plus spécialement à des études scientifiques.
La journée mondiale de l’environnement y a été célébrée le 5 juin 2007.